# باغ لطیف
باغ لطیف در نزدیکی بالاحصار شهر کابل، پایتخت افغانستان، و در آغاز شهدای صالحین قرار داشت و از سوی سرهنگ عبداللطیف خان بنا شده بود. سرهنگ عبداللطیف از تیرهٔ مومند و اصلاً ساکن شالیز غزنه بود. وی در دوران جوانی و در هنگامیکه امیرمحمدافضل خان هنوز به امارت نرسیده بود و از طرف پدرش فرمانروای کل صفحات ترکستان بود، به درجه کپتانی رسید که نامبرده در توپخانه حضور به عنوان فرمانده (قوماندان) ایفای وظیفه می‌کرد. چندی بعد به درجه (رتبه) سرهنگی (کرنیلی) رسید که تا زمان حکومت امیرعبدالرحمن خان در همین درجه باقی‌ماند.
با به قدرت رسیدن عبد الرحمن خان، عبداللطیف خان، برادر بزرگش عبدالقادرخان و پسر بزرگش عبدالسلام خان یکی پی دیگری بین سالهای ۱۳۰۶ تا ۱۳۰۸ هجری قمری محبوس گردیدند تا اینکه در زندان جان باختند و در همین باغ دفن گردیدند که اکنون گورگاه‌های ایشان مشخص نیست.
سرهنگ لطیف در شوربازار کابل سکونت داشت که محل سکونت وی بنام گذر کرنیل لطیف نامیده می‌شود. وی این باغ را در زمان سرهنگی خود ساخته بود که در آن زحمات فراوانی کشیده بود. این باغ با داشتن گلهای رنگارنگ و درختان زیبای شاه توت، توت، سیب، آلبالو، زردآلو و غیره در شهر کابل نمونه بود. در میان باغ جوی آب روان قرار داشت و در کنار این جوی مسجدی نیز بنا شده بود.
این باغ بزرگ‌ترین تفریگاه برای اهالی شهر کابل بود که مردم شهر کابل از طرف عصر بدانجا سرازیر می‌شدند. به همین دلیل، همه ساله برای مدت پنج هفته جشن (میله) نوروزی جشن دهقان درینجا برپا می‌شد. درین روزها، دهقانان به نمایش فراروده‌هایشان می‌پرداختند. نمایش گاوها، اسب‌ها، قوچ جنگی، سگ جنگی، مرغ جنگی، کاغذپران‌بازی، میله (جشن) گل ارغوان و ده‌ها سرگرمی‌های دیگر هزاران شهروند کابل و اطراف آن را به خود می‌کشانید.
دراوائل سال ۱۳۷۶ خورشیدی ازین باغ اثری بجا نمانده بود. این باغ در اثر بی‌توجهی حکومت‌های پیشین و سپس در دوران جنگ‌های ۲۳ سال اخیر به ویرانه‌ای تبدیل شد و مکانی برای کشتن چارپایان بدست قصابان بود. ولی با این‌حال مسجد آن طور نسبی آباد بود.